# Черников (Ростовская область)
Че́рников — хутор в Красносулинском районе Ростовской области.
Входит в состав Кисёлевского сельского поселения.

## Население
| 2010 |
| ---- |
| 312  |

## Улицы
- ул. Колхозная,
- ул. Садовая,
- ул. Советская,
- ул. Южная.